# Dominique Hauvette
Pour les articles homonymes, voir Hauvette.
Dominique Hauvette, née le 19 mars 1950 à Paris, est une vigneronne et éleveuse de chevaux française. Elle est désignée en 2020 « Vigneronne de l'année » par la Revue du vin de France.

## Biographie

### Naissance et études
Dominique Hauvette naît à Paris, ou à Val-d'Isère, en 1950 de parents restaurateurs. Elle a 4 frères, dont l'architecte Christian Hauvette. Elle grandit entre Paris et Val d'Isère,, où elle enseigne ensuite comme professeure de ski, et y fréquente Marielle Goitschel.
Elle est titulaire d'une licence de sociologie et d'une maîtrise de démographie.

### Installation à Saint-Rémy-de-Provence
En 1980, elle séjourne un mois à Saint-Rémy-de-Provence pour des vacances et décide de s'y installer,,,.

#### Élevage équestre
À son installation, elle élève des purs-sangs arabes pour des courses d'endurance et gagne sa vie comme peintre en bâtiment,.
En 2019, son élevage compte une cinquantaine de chevaux. En septembre 2021, un de ses chevaux termine septième aux 160 km de Florac.

#### Activité viticole
Elle commence une structure viticole en 1988 avec deux hectares de vignes achetés par son père à son voisin, partant à la retraite, dans le massif des Alpilles,,,,. Elle est aidée à ses débuts par d'autres voisins viticulteurs, Éloi Dürrbach du domaine de Trevallon et Noël Michelin du domaine des Terres Blanches,,. Elle produit son premier vin en 1989. Déjà titulaire entre autres d'un DESS de droit rural et d'un autre de gestion, elle reprend des études à l'université de Montpellier et devient œnologue à l'âge de 44 ans.
En 2019, son domaine compte 17 hectares, cultivés en biodynamie et certifiés depuis 2003, et produit annuellement environ 40 000 bouteilles de vins rouges, blancs et rosé. Cependant cette même année, elle doit arracher des vignes à cause de la sécheresse et du réchauffement climatique et diminue son vignoble de 6 hectares,. Les vins du domaine sont, à partir du millésime 2018, uniquement en IGP Alpilles alors qu'il produisait jusqu'alors également en appellation Les-Baux-de-Provence et antérieurement en AOC Coteaux-d'aix-en-provence. Le domaine produit une majorité de vins rouges à partir de cabernet sauvignon, syrah, cinsault, carignan et grenache. Les blancs sont plus rares et issus de roussanne, marsanne et clairette.[réf. souhaitée]
Selon Causeur, « Dominique Hauvette s'inscrit dans le courant antitechnologique né au début des années 1980, selon lequel le vin ne doit pas être un produit technique sans défauts, lisse et formaté, dépourvu de caractère, mais un produit vivant et changeant qui exprime un terroir. ». Elle réalise la vinification et l'élevage des vins dans des « œufs en ciment naturel » et, pour certains vins, en foudre ou en fut.
Le restaurant étoilé l'Oustau de Baumanière, à 10 kilomètres de son domaine, lui achète un millier de bouteilles par an. Son vin est également à la table d'autres restaurants étoilés. 

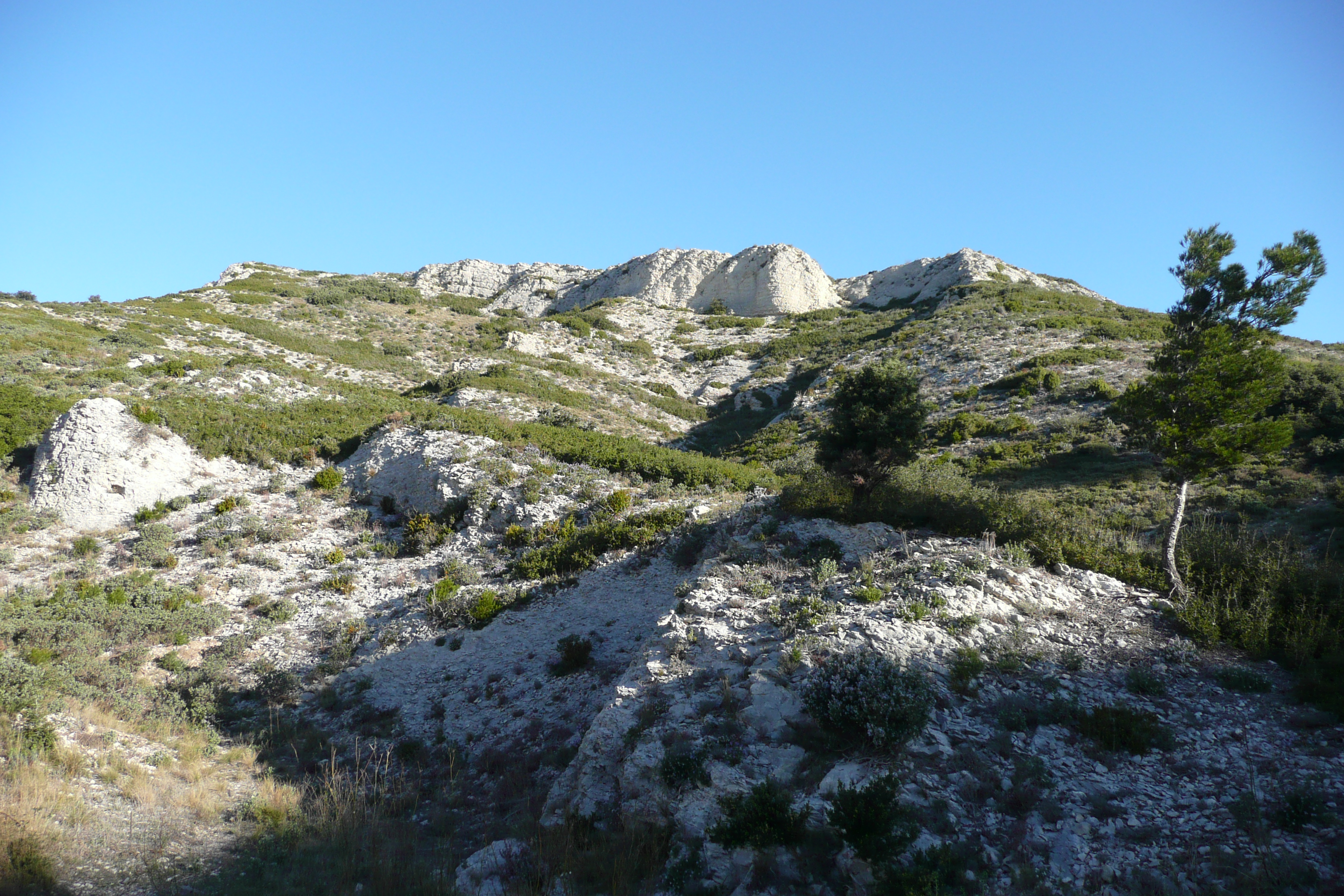
Le domaine Hauvette est situé au pied du massif des Alpilles.
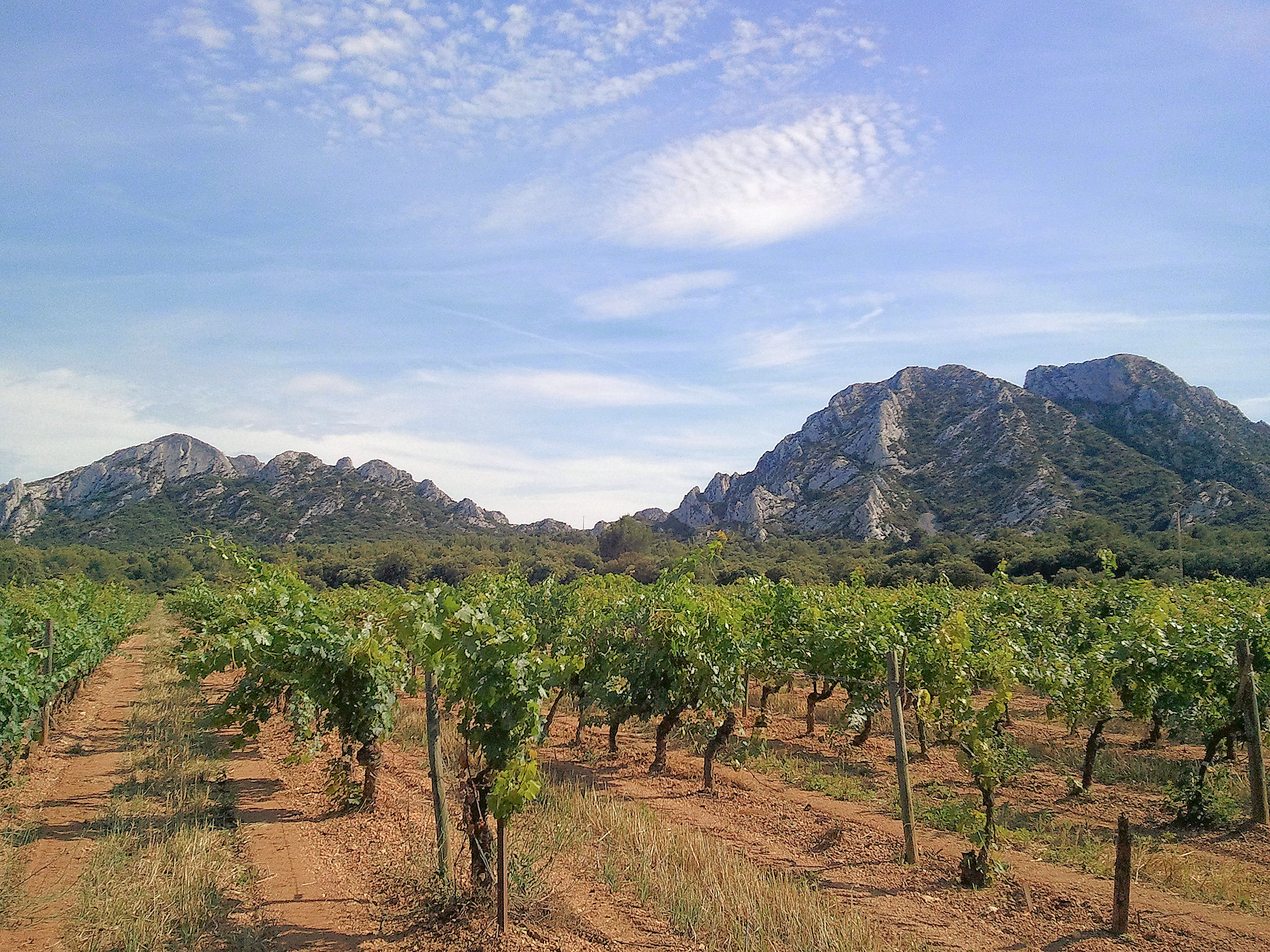
Vignes à Saint-Rémy-de-Provence.
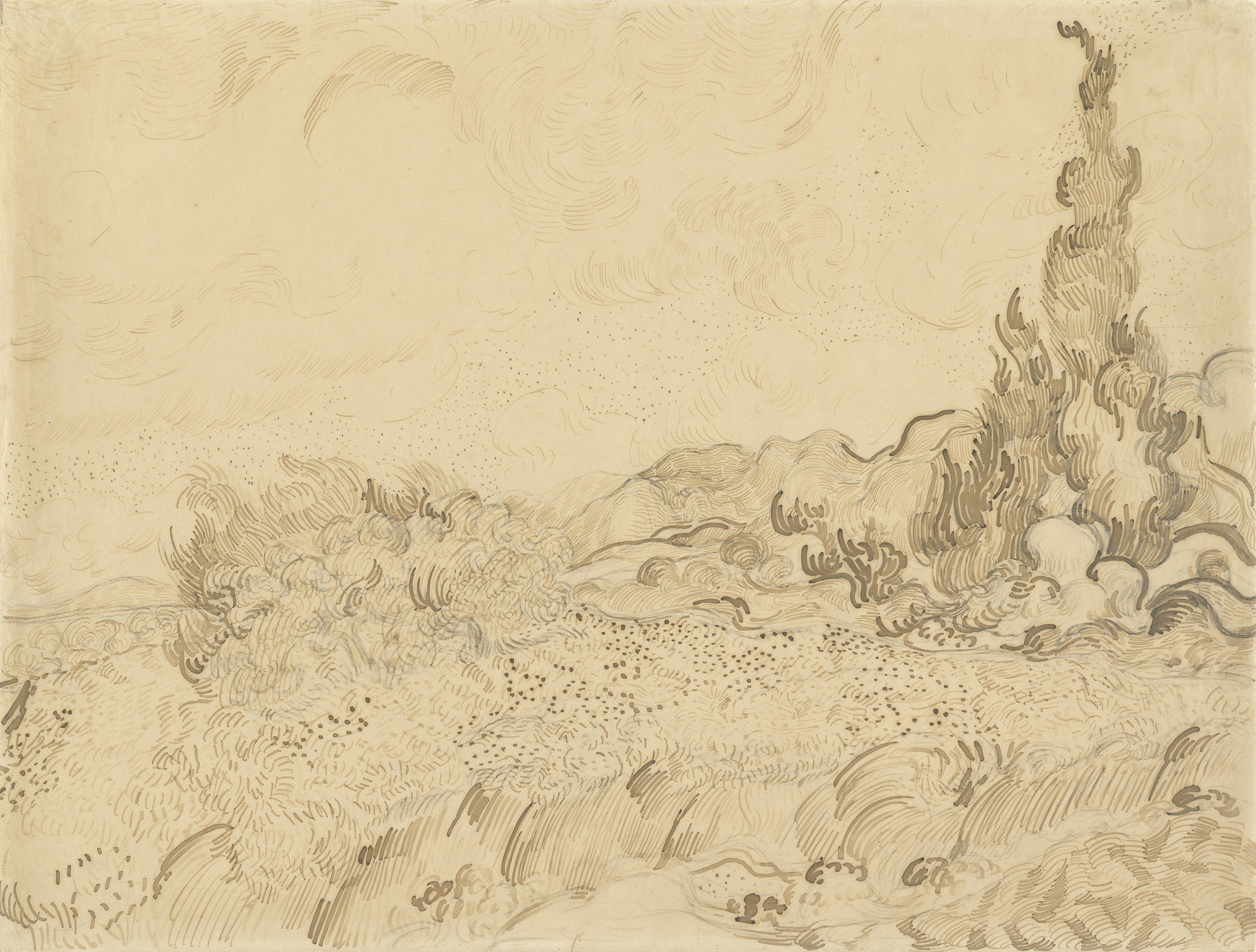
Champ de blé et Cyprès (1889), dessin à la plume de Vincent van Gogh dont le cyprès figure sur les étiquettes du domaine Hauvette.

## Distinctions
- 2019 : « 3 étoiles » dans le Guide des Meilleurs Vins de France[11],[12].
- 2020 : « Vigneronne de l'année » par la Revue du vin de France[1],[2],[13].